# Cetosis
La cetosis (del latín científico ketosis) es una situación metabólica del organismo originada por un déficit en el aporte de carbohidratos, lo que induce el catabolismo de las grasas a fin de obtener energía, generando unos compuestos denominados cuerpos cetónicos, los cuales descomponen las grasas en cadenas más cortas, generando acetoacetato que es usado como energía por el cerebro (en estados de ayuno aporta el 75 % de la energía) y el resto de los órganos del cuerpo humano.
De esta manera, el cuerpo deja de utilizar como fuente primaria de energía los glúcidos, sustituyéndolos por las grasas.
En estado de cetosis el cuerpo es capaz de oxidar grasas fácilmente, incluyendo las reservas propias del individuo. Por eso hay muchas dietas de adelgazamiento que inducen a dicho estado con el objetivo de reducir grasa corporal.

## Características
Durante ese proceso, como en tantos otros procesos metabólicos, se generan diversas toxinas que son eliminadas por el riñón. La cetosis se produce en la diabetes mellitus tipo 1 por la ausencia de insulina, que impide la utilización a nivel celular de la glucosa circulante, así como en situaciones de ayuno prolongado o tras el consumo de las llamadas dietas cetogénicas.
Se produce debido a la acumulación excesiva de acetil-CoA. En estado normal y con aporte suficiente de glúcidos, estos son transformados mediante el proceso de glucólisis en piruvato. El piruvato mediante carboxilación origina oxaloacetato, necesario para la unión con Acetil-CoA e ingreso en la vía del ácido cítrico.
El exceso de Acetil-CoA se condensa formando acetoacetil-CoA. Este último compuesto, mediante distintos procesos de hidroxilación e hidrólisis, da origen a acetoacetato, D-3 hidroxibutirato y acetona: los llamados cuerpos cetónicos. El hígado no posee las enzimas necesarias para metabolizar estos compuestos, por lo que son liberados al torrente sanguíneo para que sean utilizados por distintos tejidos, especialmente el muscular. Cuando la producción de cuerpos cetónicos sobrepasa la utilización, se produce el fenómeno denominado cetoacidosis.

## Cetosis y cáncer
Debido a la existencia del efecto warburg, mediante el cual las células cancerígenas se alimentan principalmente de glucosa, se ha propuesto que la presencia de glucosa en los cánceres puede ser clave para su desarrollo, y que la cetosis y por lo general los cetoácidos pueden ser beneficiosos para detener el crecimiento tumoral.
Se ha observado, en diferentes estudios en ratones, que la aplicación de dietas cetogénicas disminuye el crecimiento tumoral y mejora la supervivencia en algunos ratones de laboratorio con cáncer tales como cerebral, cáncer de colon, cáncer gástrico y cáncer de próstata. Otros artículos señalan que las dietas cetogénicas podrían funcionar como adyuvantes en la radioterapia y quimioterapia contra el cáncer. El estrés oxidativo dado en las células cancerosas las volvería más sensibles a estos tratamientos.

## Usos
Hay estudios que evalúan la posibilidad de controlar el azúcar en sangre de los diabéticos tipo 1 y tipo 2 mediante una dieta cetogénica. Al reducir el consumo de carbohidratos se reducen las necesidades de insulina y se estabilizan los niveles de glucosa.
La cetosis podría ayudar a tratar la enfermedad de Alzheimer, según un estudio en 152 pacientes.
Cuando se siguen determinadas dietas, como por ejemplo la dieta paleolítica, la dieta Atkins, la dieta Dukan o el ayuno intermitente, se promueve el estado de cetosis a base de reducir drásticamente la ingesta de glúcidos. 
En ciertas formas de epilepsia refractaria a tratamientos farmacológicos habituales, se propone el uso de la dieta cetogénica como alternativa terapéutica.
A pesar de que la ortodoxia nutricional y médica suele afirmar que el cerebro "solo funciona con glucosa", muchos estudios indican que la cetosis, además de no hacer daño al cerebro, parece mejorar su funcionamiento.

## Diferencia entre cetosis y cetoacidosis
Tal y como se ha explicado en el apartado anterior, la cetosis es un estado metabólico en el que el organismo obtiene la energía mediante el catabolismo de las grasas. Para ello crea los cuerpos cetónicos que son ácidos; esto hace que su presencia en exceso en el torrente sanguíneo pueda acidificar la sangre. Este es precisamente el motivo por el que el organismo expulsa estos cuerpos cetónicos sobrantes durante las primeras semanas en cetosis y su expulsión, lejos de ser un síntoma negativo de cualquier patología, lo que muestra es que el organismo funciona correctamente eliminando los productos que no necesita. Esta expulsión de cuerpos cetónicos no perjudica a los riñones ni a ningún otro órgano. Ahora bien, si un sujeto tiene algún problema metabólico que le impide filtrar la sangre y expulsar estos cuerpos cetónicos, entraría en otro estado metabólico llamado cetoacidosis, o sea, acidosis por cuerpos cetónicos, y esto no es cetosis, sino acidosis.
La cetoacidosis es un estado metabólico peligroso que puede desencadenar una larga lista de problemas de salud y, en última instancia, incluso causar fallos serios en el organismo. Algunos enfermos, como quienes padecen diabetes tipo I, deben tener especial cuidado con evitar la cetoacidosis, pero para la mayoría de las personas sanas, la acidificación de la sangre por cuerpos cetónicos no es posible, precisamente porque el cuerpo humano se encarga de regular el pH de la sangre de manera eficaz, en una estrecha horquilla, esté o no en cetosis.

## Lectura detallada
- Pérez-Guisado, J. (2008). Las dietas cetogénicas: fundamentos y eficacia para la pérdida de peso.
- Pérez-Guisado, J. (2008). Las dietas cetogénicas: beneficios adicionales a la pérdida de peso y efectos secundarios infundados.
- Cox, P. J., & Clarke, K. (2014). Acute nutritional ketosis: implications for exercise performance and metabolism. Extreme physiology & medicine, 3(1), 17.
- Paoli, A., Bosco, G., Camporesi, E. M., & Mangar, D. (2015). Ketosis, ketogenic diet and food intake control: a complex relationship. Frontiers in psychology, 6.

- Datos: Q1123139